# Landtagswahlkreis Schorndorf
Der Wahlkreis Schorndorf (Wahlkreis 16) ist einer der drei Landtagswahlkreise im Rems-Murr-Kreis in Baden-Württemberg. Er umfasste bei der Landtagswahl 2021 die Gemeinden Kernen im Remstal, Plüderhausen, Remshalden, Rudersberg, Schorndorf, Urbach, Weinstadt und Winterbach. Wahlberechtigt waren 96.116 der ca. 138.000 Einwohner.
Die Grenzen der Landtagswahlkreise wurden nach der Kreisgebietsreform von 1973 zur Landtagswahl 1976 grundlegend neu zugeschnitten und seitdem nur punktuell geändert. Zur Landtagswahl 2011 wurde die Gemeinde Berglen an den benachbarten Wahlkreis Backnang angegliedert, da dessen Bevölkerungszahl erheblich unter dem Durchschnitt liegt, und weil gleichzeitig angestrebt wurde, an möglichst wenigen Stellen Landkreisgrenzen zu durchschneiden. Der Wahlkreis Schorndorf gehört allerdings selbst schon zu den kleineren Wahlkreisen.

## Wahl 2026
Für die Wahl zum 18. Landtag von Baden-Württemberg am 8. März 2026 tritt Petra Häffner (Grüne) nicht erneut an. Als Nachfolger haben die Grünen den Staatssekretär Florian Hassler im Wahlkreis und auf Landeslistenplatz 14 gewählt. Die anderen beiden amtierenden MdL wurden im Wahlkreis erneut aufgestellt, die neu eingeführten Landeslisten noch nicht. Die AfD schickt erneut Regional- und Kreisrat Stephan Schwarz ins Rennen, mit Listenplatz 18. Die SPD nominierte den Schorndorfer Stadtrat Peter Hutzel.
Bis 2021 konnte nur eine Stimme für Bewerber und Partei abgegeben werden, ab 2026 Erststimme und Zweitstimme.
| Direktkandidat    | Partei       | Erst-Stimmen in % | Zweit-Stimmen in % | 2021 Stimmen in % |
| ----------------- | ------------ | ----------------- | ------------------ | ----------------- |
| Florian Hassler   | Grüne        |                   |                    | 29,7              |
| Christian Gehring | CDU          |                   |                    | 24,2              |
| Stephan Schwarz   | AfD          |                   |                    | 9,9               |
| Jochen Haußmann   | FDP          |                   |                    | 16,3              |
| Peter Hutzel      | SPD          |                   |                    | 10,4              |
|                   | Die Linke    |                   |                    | 2,6               |
|                   | ödp          |                   |                    | 0,8               |
|                   | Die PARTEI   |                   |                    | 01,5              |
|                   | Freie Wähler |                   |                    | 01,7              |
|                   | dieBasis     |                   |                    | 01,5              |
|                   | KlimalisteBW |                   |                    | 00,8              |
|                   | WiR2020      |                   |                    | 00,5              |

## Wahl 2021
Von den drei 2016 gewählten Abgeordneten traten nur Petra Häffner (Grüne) und Jochen Haußmann (FDP) bei der Landtagswahl 2021 erneut an, Claus Paal (CDU) verzichtete bereits 2019.
| Direktkandidat        | Partei       | Stimmen in % | Landtagswahl 2016 Stimmen in % |
| --------------------- | ------------ | ------------ | ------------------------------ |
| Petra Häffner         | Grüne        | 29,7         | 27,1                           |
| Christian Gehring     | CDU          | 24,2         | 25,8                           |
| Stephan Schwarz       | AfD          | 9,9          | 15,4                           |
| Jochen Haußmann       | FDP          | 16,3         | 12,6                           |
| Kathrin Breitenbücher | SPD          | 10,4         | 12,6                           |
| Patrick Exner         | Die Linke    | 2,6          | 2,2                            |
| Thomas Schaal         | ödp          | 0,8          | 0,6                            |
| Antje Waibel          | Die PARTEI   | 1,5          | 0 -                            |
| Thomas Rolke          | Freie Wähler | 1,7          | 0 -                            |
| Brigitte Aldinger     | dieBasis     | 1,5          | 0 -                            |
| Markus Koch           | KlimalisteBW | 0,8          | 0 -                            |
| Silvia Boss           | WiR2020      | 0,5          | 0 -                            |

## Wahl 2016
Die Landtagswahl 2016 hatte folgendes Ergebnis:
| Direktkandidat                | Partei           | Stimmen in % | Landtagswahl 2011 Stimmen in % |
| ----------------------------- | ---------------- | ------------ | ------------------------------ |
| Petra Häffner                 | Grüne            | 27,1         | 22,5                           |
| Claus Paal                    | CDU              | 25,8         | 39,2                           |
| Martin Huschka                | AfD              | 15,4         | –                              |
| Jochen Haußmann               | FDP              | 12,6         | 8,4                            |
| Thomas Berger                 | SPD              | 12,6         | 22,3                           |
| Stefanie Rausch               | Die Linke        | 2,2          | 2,2                            |
| Benjamin Bullmann             | PIRATEN          | 0,7          | 1,6                            |
| Gerhard Zuleger               | REP              | 0,2          | 1,1                            |
| Reinhild Ufermann-Schützinger | NPD              | 0,3          | 0,9                            |
| Daniel Kuhnle                 | ALFA             | 1,3          | –                              |
| Thomas Schaal                 | ödp              | 0,6          | 0,6                            |
| Adelheid Frank                | Tierschutzpartei | 1,1          | –                              |
| –                             | Sonstige         | –            | 02,9                           |

Das Erstmandat errang Petra Häffner (Grüne). Zweitmandate gingen an Claus Paal (CDU) sowie an Jochen Haußmann (FDP), da diese für ihre jeweiligen Parteien überdurchschnittliche Ergebnisse erzielten, die Kandidaten von AfD und SPD nur durchschnittliche. Mit 9017 Stimmen für Haußmann und 9001 für Thomas Berger (SPD) errangen beide nominell 12,6 %.

## Wahl 2011
Die Landtagswahl 2011 hatte folgendes Ergebnis:
| Direktkandidat    | Partei        | Stimmen in % | Landtagswahl 2006 Stimmen in % |
| ----------------- | ------------- | ------------ | ------------------------------ |
| Claus Paal        | CDU           | 39,2         | 44,8                           |
| Petra Häffner     | Grüne         | 22,5         | 10,3                           |
| Tobias Weitmann   | SPD           | 22,3         | 24,4                           |
| Jochen Haußmann   | FDP           | 08,4         | 11,5                           |
| Jörg Drechsel     | Die Linke     | 02,2         | WASG: 2,2                      |
| Benjamin Strufe   | PIRATEN       | 01,6         | –                              |
| Gerhard Zuleger   | REP           | 01,1         | 03,0                           |
| Uwe Lockfisch     | NPD           | 00,9         | 00,6                           |
| Friedemann Hetz   | AUF           | 00,7         | –                              |
| Claus-Gerald Wolf | ödp           | 00,6         | 00,4                           |
| Thomas Bezler     | Die Violetten | 00,4         | –                              |
| –                 | Sonstige      | –            | 02,9                           |

## Abgeordnete seit 1976
Bei den Landtagswahlen in Baden-Württemberg hat jeder Wähler nur eine Stimme, mit der sowohl der Direktkandidat als auch die Gesamtzahl der Sitze einer Partei im Landtag ermittelt werden. Dabei gibt es keine Landes- oder Bezirkslisten, stattdessen werden zur Herstellung des Verhältnisausgleichs unterlegenen Wahlkreisbewerbern Zweitmandate zugeteilt.
Den Wahlkreis Schorndorf vertraten seit 1976 folgende Abgeordnete im Landtag:
| Partei | Art des Mandats | Gewählte |
| ------ | --------------- | --- |
| CDU    | Erstmandat      | Günther Steeb 1976 Guntram Martin Palm 1980, 1984, 1988, Mandat niedergelegt Anfang 1992 Karl Walter Ziegler, nachgerückt Anfang 1992 Hans Heinz 1992, 1996, 2001, 2006 Claus Paal 2011 |
| CDU    | Zweitmandat     | Claus Paal 2016 Christian Gehring 2021 |
| FDP    | Zweitmandat     | Jürgen Hofer 1996, 2001 Jochen Haußmann 2011, 2016, 2021 |
| Grüne  | Erstmandat      | Petra Häffner 2016, 2021 |
| Grüne  | Zweitmandat     | Petra Häffner 2011 |
| REP    | Zweitmandat     | Rudolf Bühler 1992 |

Nach dem Ausscheiden von Guntram Palm 1992 kurz vor dem Ende der Legislaturperiode trat der Landtag nicht mehr zu einer Plenarsitzung zusammen, so dass der nachrückende Karl Walter Ziegler auch als „Phantomabgeordneter“ bezeichnet wurde.
Bundesweit bekannt wurde der Wahlkreis Schorndorf vor seiner Neuzuschneidung durch die 7,9 Prozent des parteilosen Bürgerrechtlers Helmut Palmer, dem sogenannten „Remstal-Rebell“,  bei der Landtagswahl 1972, was dem Kampf gegen die damals geplante Neckar-Alb-Autobahn geschuldet war. Palmer trat auch 1980 als Einzelbewerber hier nochmals an und erreichte mit 5,4 Prozent sogar 0,1 Prozent mehr als die erstmals angetretenen Grünen.
Der gebürtige Schorndorfer Reinhold Maier (FDP/DVP), erster Ministerpräsident von Baden-Württemberg, gewann den Wahlkreis Schorndorf 1946 und 1950 im Bundesland Württemberg-Baden und dann 1952, 1956, 1960 und 1964 für Baden-Württemberg stets mit 40 bis 44 Prozent direkt.